# Tri-ethylboraat
Tri-ethylboraat is het tri-ethylester van boorzuur en heeft als brutoformule C6H15BO3. Het is een kleurloze, vluchtige vloeistof met een karakteristieke geur.

## Eigenschappen
Tri-ethylboraat is een hydrolysegevoelige verbinding, die zich in water snel omzet tot boorzuur en ethanol. De omgekeerde weg, de reactie van ethanol met boorzuur in aanwezigheid van een katalysator, is de conventionele manier om tri-ethylboraat te maken. Het gaat hier om een evenwichtsreactie, die door in geschikte reactiecondities te werken, naar één richting verschoven kan worden (zie reactievergelijking):
{\displaystyle {\ce {B(OH)3 + EtOH -> B(OEt)3 + 3 H2O}}}
Een andere, minder geschikte, mogelijkheid is om uit boortribromide en ethanol tri-ethylboraat te bereiden.

## Toepassingen
In de organische chemie wordt tri-ethylboraat gebruikt om boronzuren te maken; dit zijn veelgebruikte verbindingen in de suzuki-reactie. Het trimethylboraat wordt echter vaker gebruikt voor deze reactie.